# Sakaramya
Sakaramya là một chi bọ cánh cứng trong họ Chrysomelidae.
Chi này được miêu tả khoa học năm 1952 bởi Bechyne.

## Các loài
Chi này gồm các loài:
- Sakaramya hilari Bechyne, 1952